# Gerlinde Blahak

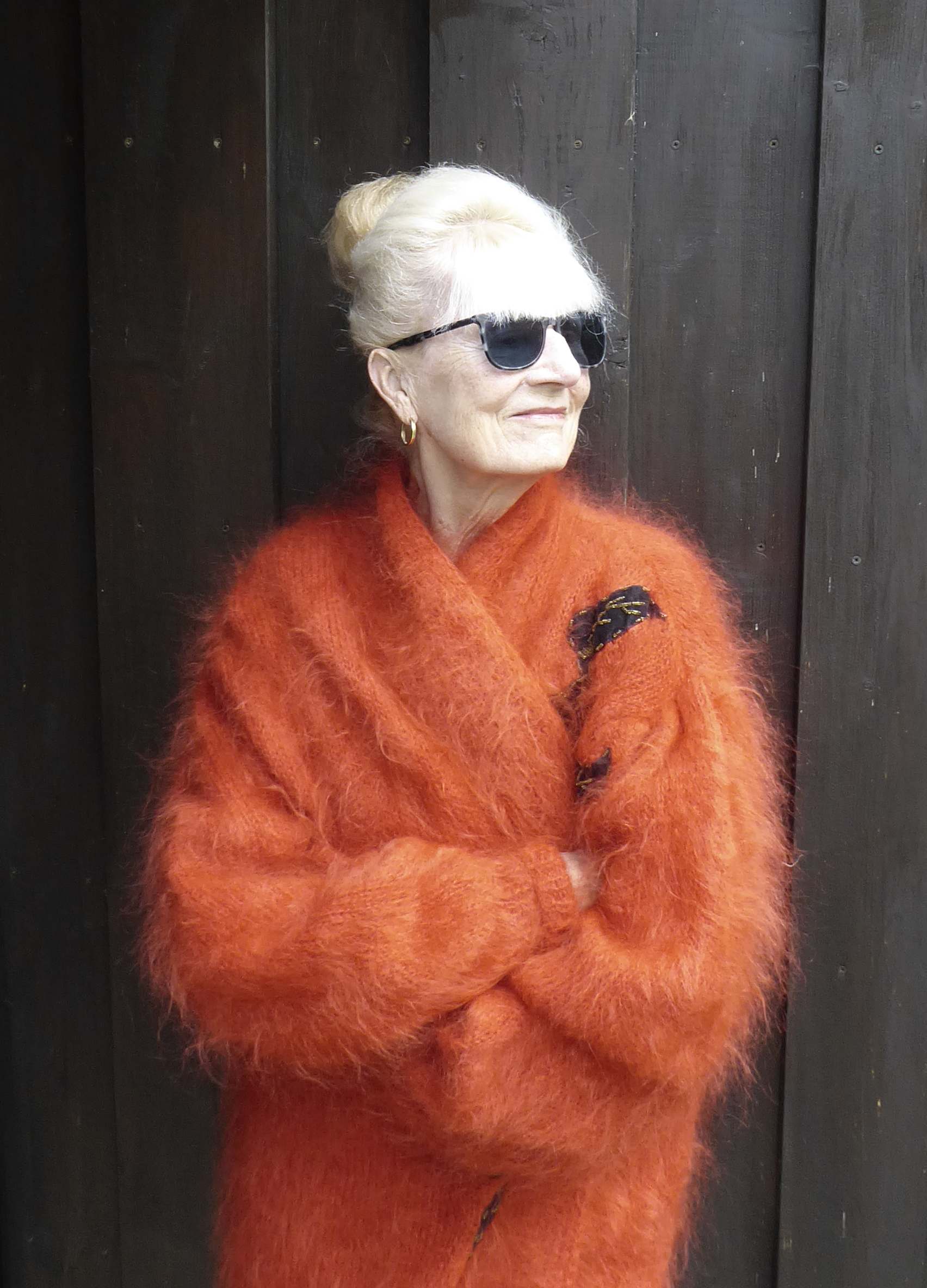
Gerlinde Blahak, 2022

Gerlinde Blahak (* 7. Mai 1942 in Kriegern, Reichsgau Sudetenland als Gerlinde Leiminer) ist eine deutsche Lehrerin, Künstlerin und Kunstpädagogin.

## Lebenslauf
Am Ende des Zweiten Weltkriegs floh Gerlinde Blahak aus der von Deutschland annektierten Tschechoslowakei mit ihrer Familie nach Bayern und wuchs in der Oberpfalz auf. 1952 übersiedelte sie in die Flüchtlingssiedlung Neutraubling. Nach der Reifeprüfung am Von-Müller-Gymnasium Regensburg studierte sie 1962 bis 1966 Anglistik und Geschichte an der Ludwig-Maximilians-Universität München und trat nach dem Referendariat 1968 eine Stelle als Studienrätin an der Ursulinen-Realschule Straubing und der dortigen Fachakademie für Sozialpädagogik an, die sie bis zu ihrem Ruhestand im Jahre 2007 innehatte. Seit 1966 ist sie mit dem Gymnasiallehrer a. D. Dieter Blahak verheiratet und lebt in der Gemeinde Kirchroth (Landkreis Straubing-Bogen).

## Künstlerische und kunstpädagogische Betätigung
Gerlinde Blahaks künstlerische Tätigkeit entfaltete sich seit den 1970er Jahren im Zuge zahlreicher Reisen nach Ägypten, Frankreich, Griechenland, Großbritannien (Insel), Italien, Kroatien, Mauritius, Österreich, Polen, Spanien, Tschechien, Tunesien, Zypern, Thailand sowie in die Türkei und die Vereinigten Staaten, wo zahlreiche experimentelle Reiseskizzen und darauf aufbauend Collagen, Wandteppiche und Skulpturen entstanden. Auch die Landschaft der Donau bildet ein wiederkehrendes Motiv in ihrem Werk. In Ausstellungen trat sie erst in den 1990er Jahren an die Öffentlichkeit. Die Produktionsästhetik ihrer bildnerischen Landschaftsverarbeitungen ergibt sich
„[...] aus dem, was das Auge wahrnimmt und mittels der zeichnenden Hand auf das Blatt überträgt: Liniengeflechte, Konturen, geometrische Grundstrukturen... Dabei wird fast immer ohne Vorzeichnung [...] gearbeitet und jede Zufälligkeit kreativ in die Bildfindung einbezogen. Auf Grund der Skizzen entstehen manchmal im Nachhinein größere Bilder, meist Collagen oder Serien, deren Thema mich oft über einen längeren Zeitraum beschäftigt. Dabei kommt den Skizzen eine wichtige ‚Notiz-Funktion‘ zu: Ein einmal mit dem Auge konsequent abgetasteter Bildausschnitt bleibt im Gedächtnis deutlich präsenter als z. B. eine Fotografie.“
Neben ihrer künstlerischen Tätigkeit veröffentlichte sie auch Kurzprosa und Lyrik. Von 1991 bis 1995 absolvierte Gerlinde Blahak ein Zweitstudium der Kunsterziehung (zeitweise auch der Slawistik) an der Universität Regensburg, unterrichtete in der Folge Kunsterziehung als Drittfach und begann in diesem Zusammenhang mit der Abfassung kunstpädagogischer und -didaktischer Schriften (Lehrwerke, v. a. für die Sekundarstufe I).

## Zeitzeugin
Gerlinde Blahak ist Zeitzeugin der Integration der aus den böhmischen Ländern zwangsausgesiedelten Deutschen in die Nachkriegsgesellschaft Bayerns, die in der von den Neuankömmlingen aufgebauten Flüchtlingsgemeinde Neutraubling eine besondere Ausprägung fand. Ihre detaillierten Erinnerungen wurden bereits in Tschechien von wissenschaftlicher Seite erfasst.

## Werke (Auswahl)
- Kunst für ganz Schnelle. Sinnvolle Anschlussideen zum Weiterarbeiten. Mülheim a. d. Ruhr: Verlag an der Ruhr 2001 (2. Auflage 2008).
- Wandbilder mit der ganzen Klasse. Kunstprojekte für große Gruppen. Mülheim a. d. Ruhr: Verlag an der Ruhr 2003.
- Kunst in allen Fächern – entdecken und gestalten. Materialien für einen kreativen Unterricht in der Sekundarstufe I. Hamburg: Persen 2004.
- Werbung für Kunst – Aufgaben für Ängstliche. 25 zündende Projekte für einen Blitzstart. Mülheim a. d. Ruhr: Verlag an der Ruhr 2004.
- 30 x Kunst für 45 Minuten. Kurze Projekte für schnelle Erfolge. Mülheim a. d. Ruhr: Verlag an der Ruhr 2004.
- Erste Designprojekte im Kunstunterricht: 25 Ideen für Alltagsprodukte. Mülheim a. d. Ruhr: Verlag an der Ruhr 2005.
- Kunst-Projekte: Techniken, Themen, Tricks. Verblüffende Ideen mit einfachen Materialien. Mülheim a. d. Ruhr: Verlag an der Ruhr 2005.
- Poster, Flyer & Co. Effektiv gestalten mit einfachen Mitteln. Mülheim a. d. Ruhr: Verlag an der Ruhr 2006.
- Steinzeit bis Barock. Bauen, Malen und Gestalten. Mülheim a. d. Ruhr: Verlag an der Ruhr 2006.
- Märchen im Kunstunterricht. Mit bekannten Figuren und Motiven Gestaltungstechniken trainieren. Donauwörth: Auer 2008.
- Das 20. Jahrhundert. Zeichnen, Malen und Gestalten. Mülheim a. d. Ruhr: Verlag an der Ruhr 2008.
- Kreative Kurzprojekte für den Kunstunterricht. Schritt für Schritt zum künstlerischen Gestalten. Hamburg: Persen 2009.
- Gemeinschaftsarbeiten im Kunstunterricht. 12 kreative Projekte für die Jahrgangsstufen 5-10. Donauwörth: Auer 2009.
- Zufallsverfahren im Kunstunterricht. Experimentieren, Assoziieren, Fantasieren. Donauwörth: Auer 2009.
- Dreidimensionales Gestalten mit Papier. Einfach und schnell falten, kleben und bemalen. Hamburg: Persen 2010.
- Mischtechnik. 22 kreative Projekte für 1-2 Doppelstunden. Hamburg: Persen 2010.
- 30 x Kunst für 45 Minuten – Klasse 3/4. Kurze Projekte für schnelle Erfolge. Mülheim a. d. Ruhr: Verlag an der Ruhr 2010.
- Farbenlehre praktisch. Der Crashkurs für den Kunstunterricht. Donauwörth: Auer 2010.
- Mischtechniken im Kunstunterricht. Abwechslungsreiche Projekte für die Jahrgangsstufen 5-10. Donauwörth: Auer 2011.
- Alltagsgegenstände fantasievoll gestalten. 19 kleine Projekte für den Kunstunterricht. Hamburg: Persen 2012.
- Landschaften im Kunstunterricht. 16 kreative Unterrichtsideen. Hamburg: Persen 2012.
- 20 originelle Kunst-Projekte. Unterrichtseinheiten für 1 bis 4 Stunden zur Förderung von Kreativität und Fantasie. Hamburg: Persen 2012.
- Tiere zeichnen, malen und gestalten. Künstlerische Techniken kreativ vermitteln. 5.-10. Klasse. Hamburg: Persen 2012.
- Religiöse Motive im Kunstunterricht. Kreative Gestaltungsideen für Doppelstunden. Hamburg: Persen 2012.
- Kunst – Klasse 5-10. Sinnvolle Inhalte für spontanen Unterricht. Mülheim a. d. Ruhr: Verlag an der Ruhr 2012.
- Die schnelle Stunde Kunst. 30 originelle Unterrichtsstunden ganz ohne Vorbereitung. Donauwörth: Auer 2012.
- Papiercollagen im Kunstunterricht. Abwechslungsreiche Projekte für die Jahrgangsstufen 5-10. Donauwörth: Auer 2012.
- Rund ums Foto. Zeichnen, malen und collagieren. Abwechslungsreiche Projekte für die Jahrgangsstufen 5-10. Donauwörth: Auer 2013.
- Tusche Kreide Aquarell. Abwechslungsreiche Projekte für die Jahrgangsstufen 5-10. Donauwörth: Auer 2013.
- Kunststunden schnell und einfach – 5./6. Klasse. 20 fantasievolle Miniprojekte für ein bis zwei Unterrichtsstunden. Hamburg: Persen 2014.
- Kunststunden schnell und einfach – 7./8. Klasse. 20 fantasievolle Miniprojekte für ein bis zwei Unterrichtsstunden. Hamburg: Persen 2014.
- Grafik im Kunstunterricht. Abwechslungsreiche Projekte für die Jahrgangsstufen 5-10. Donauwörth: Auer 2014.
- 25 x Kunst für 90 Minuten. Kurze Projekte für Doppelstunden. Klasse 1/2. Mülheim a. d. Ruhr: Verlag an der Ruhr 2014.
- 25 x Kunst für 90 Minuten. Kurze Projekte für Doppelstunden. Klasse 3/4. Mülheim a. d. Ruhr: Verlag an der Ruhr 2014.
- Kunststunden schnell und einfach – 9./10. Klasse. 20 fantasievolle Miniprojekte für ein bis zwei Unterrichtsstunden. Hamburg: Persen 2015.
- Kreativ verpacken – dekorativ verstauen. Einfache Designerstücke im Kunstunterricht. Klasse 5-10. Augsburg: Auer 2015
- Kunstprojekte zur Schulhausgestaltung. Gemeinschaftsarbeiten aus dem Kunstunterricht präsentieren. Klassen 5-10. Augsburg: Auer 2015.
- Comics und Manga Zeichnen. Kopiervorlagen für den Kunstunterricht in der SEK 1. Mülheim a. d. Ruhr: Verlag an der Ruhr 2015.
- Schnelle Ideen für den Kunstunterricht. Klasse 7/8. Kreative Ideen für Ihren Kunstunterricht. Berlin: Cornelsen 2015.
- Schnelle Ideen für den Kunstunterricht. Klasse 9/10. Kreative Ideen für Ihren Kunstunterricht. Berlin: Cornelsen 2015.
- Unterrichtseinstiege Kunst. Sekundarstufe 1. Berlin: Cornelsen 2015.
- Schnelle Ideen für den Kunstunterricht. Klasse 5/6. Berlin: Cornelsen 2015.
- Kurzprojekte Kunst. Impulse aus- und umgestalten. Fantasievolle, schnell einsetzbare Stunden für die Jahrgangsstufen 5-10. Augsburg: Auer 2015.
- Zeichnung Grafik Malerei. Ideen und Materialien für die SEK 1. Mülheim a. d. Ruhr: Verlag an der Ruhr 2016.
- Comics zeichnen – Schritt für Schritt. Stundenverläufe und Kopiervorlagen für die Grundschule. Mülheim a. d. Ruhr: Verlag an der Ruhr 2016.
- Grundlagen Kunst. Werkzeuge, Materialien, Techniken. Mülheim a. d. Ruhr: Verlag an der Ruhr 2016.
- 45 Vertretungsstunden Kunst für die Klassen 5-10. Berlin: Cornelsen 2017.
- Die besonders runde Stunde. Kunst 5/6. Berlin: Cornelsen 2017.
- Die kreative Malschule. Grundlagen, Techniken und Projekte für den differenzierten Kunstunterricht. Hamburg: Persen 2017.
- 22 kreative Kunststunden. Schnelle Projekte zu allen wichtigen Kunsttechniken. Hamburg: Persen 2017.
- 30 x 90 Minuten – Kunst. Fertige Stundenbilder für Highlights zwischendurch – Klasse 5-10. Mülheim a. d. Ruhr: Verlag an der Ruhr 2017.
- Die besonders runde Stunde. Kunst 7/8. Berlin: Cornelsen 2018.
- Die besonders runde Stunde. Kunst 9/10. Berlin: Cornelsen 2018.
- Natur und Pflanzenwelt im Kunstunterricht. Impulse aus- und umgestalten. Abwechslungsreiche, kompetenzorientierte Projekte für die Jahrgangsstufen 5-10. Augsburg: Auer 2018.
- Die kreative Zeichenschule. Grundlagen, Techniken und Projekte für den differenzierten Kunstunterricht. Hamburg: Persen 2018.
- Originelle Karten im Kunstunterricht gestalten. 27 kreative Ideen für jeden Anlass. Hamburg: Persen 2018.
- Das kann ich allein! Künstlerische Freiarbeitsblätter für die Grundschule. Dietzenbach: ALS-Verlag 2019.
- 30-Minuten-Kunstkartei für zwischendurch. 55 differenzierte Projekte ohne Vorbereitungsaufwand. Klassen 5-10. Augsburg: Auer 2019.
- Mini-Kreativ-Aufgaben zum Basteln und Gestalten für zwischendurch. Berlin: Cornelsen 2019.
- Freiarbeitsaufgaben für den Kunstunterricht. 40 abwechslungsreiche Ein-Stunden-Projekte mit minimalem Vorbereitungsaufwand. Hamburg: Persen 2019.
- Pop-Art – Surrealismus – Expressionismus. Schüler*innen durch Bildbetrachtung, Biografien und eigene Kunstproduktion für Kunst begeistern. Augsburg: Auer 2020.
- Fantasievolles Gestalten nach Impulsen. 20 schülergerechte Arbeitsanleitungen für einen abwechslungsreichen Kunstunterricht. Hamburg: Persen 2020.
- Wie unterrichte ich Kunst? Unterstützende Materialien mit Beispielstunden für Fachfremde. Hamburg: Persen 2020.
- Comics und Cartoons im Kunstunterricht. Abwechslungsreiche, motivierende Projekte mit Schritt-für-Schritt-Anleitungen für die Kl. 5-10. Augsburg: Auer 2021.
- Grafische Zwischentechniken. 16 Anleitungen für kreative Kunststunden. Hamburg: Persen 2021.